# Born to Raise Hell (singolo)
Born To Raise Hell (Nati per scatenare l'Inferno) è una canzone della band heavy metal Motörhead, contenuta nel loro album Bastards e pubblicata come singolo nel 1994 dall'etichetta Arista Records.
Originariamente, la canzone venne scritta dal frontman Lemmy Kilmister per il gruppo tedesco Skew Siskin ed è presente anche nei titolo iniziali del film Airheads (del quale i Motörhead hanno collaborato in parte anche per la colonna sonora propria con questa traccia).
Il singolo contiene anche la versione del videoclip, quella con la band e Ice T e Whitfield Crane; la versione dell'album Bastards e una versione remix "Dust Brothers Live and Funky Mix".
La canzone è stata registrata nel 1993 nelle stesse sessioni di Hellraiser e Hell on Earth, anche se a differenza di queste ultime, non appare nella colonna sonora della pellicola.
Durante gli anni, Born To Raise Hell, è diventata una delle canzoni più apprezzate dai fan della band, identificandosi subito come un grande classico.

## Tracce
1. "Born To Raise Hell (Radio Edit)" - 4:02
2. "Born To Raise Hell (Album Version)"  - 4:56
3. "Born To Raise Hell (Dust Bother Live and Funky Mix)" - 3:52

## Formazione
- Lemmy Kilmister: basso, voce
- Phil Campbell: chitarra
- Würzel: chitarra
- Mikkey Dee: batteria
- Ice T e Whitfield Crane: voci

## Curiosità
- I Motörhead sono menzionati anche nel film Airheads, con Adam Sandler, Brendan Fraser e Steve Buscemi. In una scena, il personaggio interpretato da Brendan Fraser ("Chazz" Chester Darvey) parlando con un poliziotto, gli chiede "Chi vincerebbe una sfida di wrestling tra Lemmy e Dio?, il poliziotto risponde "Uhm... Lemmy?" e Chazz "Sbagliato!", il poliziotto replica nuovamente "Allora Dio..?" e Chazz conclude "Sbagliato ancora, domanda a trabocchetto: Lemmy è Dio!!".[2] Questa citazione appare anche nei secondi finali del videoclip della canzone Born to Raise Hell. Inoltre Lemmy compare nel film per alcuni attimi.